# هرست گرین، ساسکس شرقی
هرست گرین (به انگلیسی: Hurst Green) یک روستا و محله مدنی در بریتانیا است که در Rother واقع شده‌است. هرست گرین ۱۰٫۴ کیلومتر مربع مساحت و ۱٬۴۸۱ نفر جمعیت دارد.